# Anahuac (Texas)
Anahuac (/ˈænəwæk/ AN-ə-wak) è un comune (city) degli Stati Uniti d'America e capoluogo della contea di Chambers nello Stato del Texas. La popolazione era di 2 243 abitanti al censimento del 2010. Si trova nel Texas sud-orientale. La legislatura del Texas ha designato la città come "la capitale degli alligatori del Texas" nel 1989. Anahuac ospita un festival annuale di alligatori.

## Geografia fisica
Anahuac è situata a 29°46′07″N 94°40′45″W (29.768622, -94.679067).
Secondo lo United States Census Bureau, la città ha una superficie totale di 5,51 km², dei quali 5,51 km² di territorio e 0 km² di acque interne (0% del totale).

## Società

### Evoluzione demografica
Secondo il censimento del 2010, la popolazione era di 2 243 abitanti.

### Etnie e minoranze straniere
Secondo il censimento del 2010, la composizione etnica della città era formata dal 66,43% di bianchi, il 14,4% di afroamericani, lo 0,31% di nativi americani, lo 0,62% di asiatici, lo 0% di oceanici, il 15,2% di altre razze, e il 3,03% di due o più etnie. Ispanici o latinos di qualunque razza erano il 25,5% della popolazione.